# خوان لويس مارتينيز مارتينيز
خوان لويس مارتينيز مارتينيز (بالإسبانية: Juan Luis Martínez Martínez)‏ هو سياسي مكسيكي، ولد في 26 يونيو 1972 في ولاية واهاكا في المكسيك. حزبياً، نشط في حركة التجديد الوطنية. وقد انتخب عضو مجلس النواب المكسيك.